# United Arab Shipping Company
United Arab Shipping Company (in acronimo: UASC) azienda fondata nel luglio del 1976 da 6 nazioni arabe: Bahrein, Iraq, Kuwait, Qatar, Arabia Saudita ed Emirati Arabi Uniti. In origine con sede in Kuwait, ora a Dubai serve l'Asia da Port Klang l'Europa settentrionale da Amburgo, il Medio Oriente e il subcontinente indiano da Dubai il Mediterraneo e il Nord Africa da Istanbul e le Americhe da Peachtree Corners (Stati Uniti).

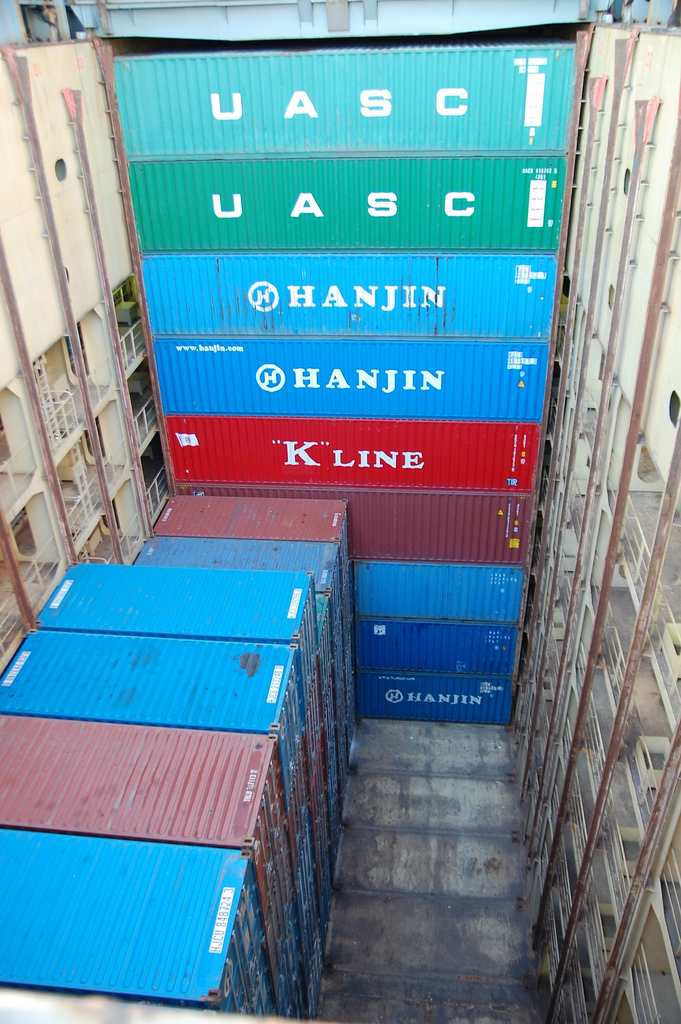
Container UASC in una nave nel porto di Amburgo

Nel 2016 la maggioranza è stata acquisita da Hapag Lloyd